# باتريك فايزر
باتريك فايزر (بالألمانية: Patrick Weiser) (مواليد 25 ديسمبر 1971) هو لاعب كرة قدم ألماني سابق ، وحاليًا مدرب فريق باير ليفركوزن تحت 17 الألماني. وهو والد اللاعب ميتشل فايزر.

## روابط خارجية
- باتريك فايزر على موقع قاعدة بيانات كرة القدم.إي يو (الإنجليزية)
- باتريك فايزر على موقع بيانات كرة القدم. دي إي (الألمانية)
- باتريك فايزر على موقع عالم كرة القدم.نت (الإنجليزية)